# Il mondo della luna
Il mondo della luna (título original en italiano, significa El mundo de la Luna, Hob. 28/7) es una ópera bufa en tres actos con música de Joseph Haydn y libreto en italiano de Carlo Goldoni. Se estrenó en Eszterháza, en Hungría, el 3 de agosto de 1777. 
El libreto de Goldoni había sido usado previamente por otros cuatro compositores, primero por el compositor Baldassare Galuppi e interpretado en Venecia en el carnaval de 1750. Fue luego adaptada para la versión de Haydn, que se representaría durante las celebraciones del matrimonio del conde Nikolaus Esterházy, el hijo menor del patrón de Haydn, el príncipe Nikolaus Esterházy y la condesa Maria Anna Wissenwolf. A veces se interpreta como un singspiel bajo su título en alemán Die Welt auf dem Monde.
En la última década Il mondo della luna se ha hecho un hueco en el repertorio operístico habitual. Es la primera de Haydn, con 108 representaciones en el período 2018-2021.
En España, se estrenó el 14 de mayo de 1964, en el Palacio de las Naciones de Barcelona. Posteriormente, en 2004 tuvo lugar una serie de representaciones de esta ópera en el Teatro Libre de Barcelona, dentro de la temporada del Gran Teatro del Liceo bajo la dirección musical de Josep Caballé-Domènech, al frente de la Orquesta de Cámara del Conservatorio del Liceo. En Argentina "Il mondo della luna" fue estrenado por la Ópera de Cámara del Teatro Colón el 14 de febrero de 1971, con la dirección musical de Enrique Sivieri, puesta en escena de Sara Ventura, escenografía y vestuario de Ariel Bianco y la participación de la Orquesta Estable del Teatro Colón. 

## Personajes
| Personaje                        | Tesitura           | Reparto del estreno, 3 de agosto de 1777 (Director: Joseph Haydn) |
| -------------------------------- | ------------------ | ----------------------------------------------------------------- |
| Ecclitico, un supuesto astrólogo | tenor              | Guglielmo Jermoli                                                 |
| Ernesto, un caballero            | contralto castrato | Pietro Gherardi                                                   |
| Buonafede                        | bajo               | Benedetto Bianchi                                                 |
| Clarice, hija de Buonafede       | soprano            | Catarina Poschwa                                                  |
| Flaminia, otra hija de Buonafede | soprano            | Marianna Puttler                                                  |
| Lisetta, doncella de Buonafede   | mezzosoprano       | Maria Jermoli                                                     |
| Cecco, sirviente de Ernesto      | tenor              | Leopold Dichtler                                                  |
| Cuatro estudiosos y nobles       |                    |                                                                   |

Los papeles de Ecclitico y Lisetta fueron escritos para Guglielmo Jermoli y su esposa Maria Jermoli, pero ellos dejaron Eszterháza justo antes del estreno.

## Instrumentación
La ópera tiene partitura para siete solistas vocales, un piccolo, dos flautas, dos oboes, dos fagotes, dos trompas, dos trompetas, timbales, cuerdas, coro masculino y continuo.

## Argumento
Ecclitico, un falso astrónomo, trata de liberar a Clarice y Flaminia así como a su criada Lisetta de su sobreprotector padre Buonafede, para que se puedan casar con los maridos que han elegido, Ecclitico, Ernesto y Cecco respectivamente. Ecclitico droga a Buonafede y lo lleva al jardín y le hace creer que está en la Luna. Una vez allí, Cecco aparece como el emperador de la Luna con Ernesto como sirviente. Las mujeres se unen a la acción con los hombres y cada pareja se promete el matrimonio antes de que Buonafede se dé cuenta de que está siendo engañado. Finalmente, en el último acto, las tres parejas se casan con el consentimiento de Buonafede.

## Contexto histórico - artístico.
“Il mondo della luna” de 1777 es el cuarto dramma giocoso de Haydn, una obra ambiciosa, magistralmente instrumentada, servida con una paleta sonora de colorido desbordante, el autor se halla en la plenitud, posee ya un dominio absoluto en la caracterización de personajes, el lenguaje lírico, el humor y la ironía, el ritmo teatral, los estilos serio y bufo y esa potente y a la vez refinada orquesta sinfónica haydniana incomparable.

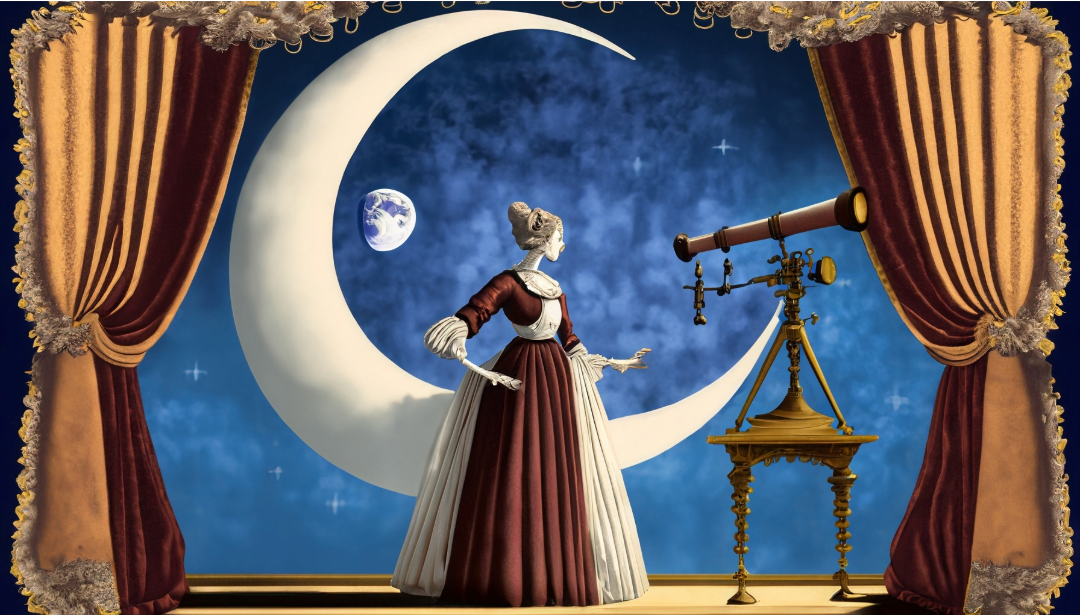
Haydn: "Il mondo della luna", dramma giocoso. 1.777

Esta nueva propuesta operística es de carácter más abiertamente bufo, está sustentada en un magnífico libreto de Goldoni, ya utilizado por Galuppi, que fue modernizado para la ocasión de manera que se adaptara mejor a las características del temperamento único de Haydn. Si ya el libreto es una joya, en manos de Haydn se transforma en un claro alegato a la libertad del amor y la esencia del sentido de la vida. Los personajes que al principio de la obra aparecen impostados, maquiavélicos y maniatados a las absurdas convenciones sociales de su época se van transformando a lo largo de la ópera de títeres de la realidad social a protagonistas de su futuro, para ello recurren a la farsa, al engaño y a la creatividad más desbordante en aras de la conquista de la dignidad del ser humano, de la libertad de amar. El sublime duetto del 3.er Acto, que corona la obra, transforma la sátira en humanidad, revelando la verdadera naturaleza de los personajes, hombres y mujeres de carne y hueso que aman y sufren. La espiritualidad del genio de Rohrau eleva el trasunto cómico y le da una proyección universal.
El autor de la primera reivindicación laboral de la historia de la música (la sinfonía n.º 45 “Los adioses”) arremete de nuevo con una nueva protesta social a través de esta genial trama servida con gran humor, grandes dosis de ironía, de energía, belleza y verdad.

## La música

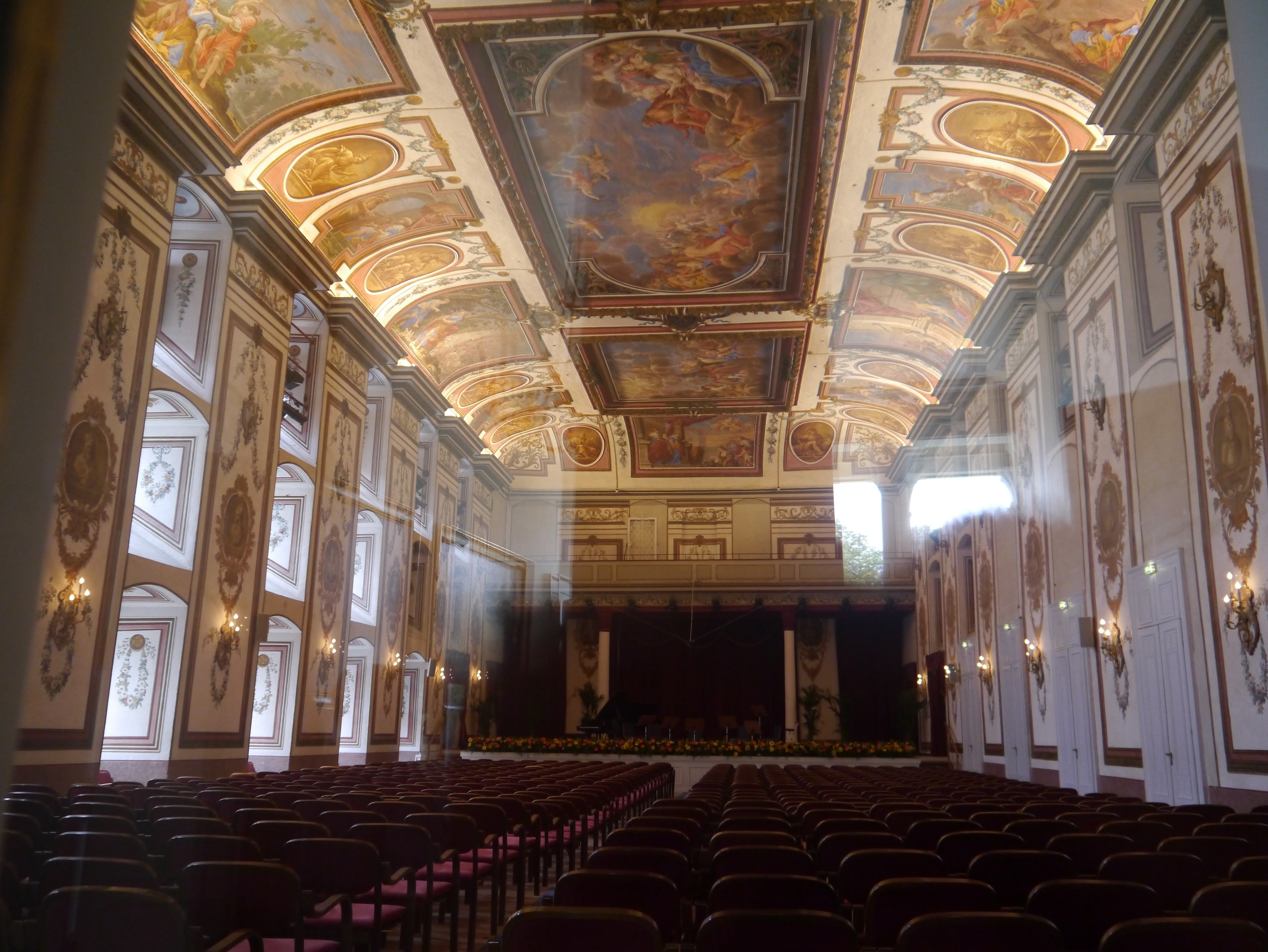
La "sala Haydn" del Palacio Esterházy en Eisenstadt.

La ópera está articulada en 3 actos, contiene números de gran variedad estructural y formal: Oberturas, arias, cavatinas, recitativos “secco y accompagnati", duetos, coros alternando con solistas, números de ballet y números instrumentales, todo un despliegue inusual en una ópera bufa. El Tratamiento que Haydn hace de las tonalidades tiene un gran simbolismo, desde el Mi b mayor lunar de la "magia" con el que arranca el primer acto hasta el Re mayor “solar” con el que acaba la ópera, desfilan todas las tonalidades intermedias importantes: el Sol menor del “dolor”, el Si b mayor del “oro”, el La mayor del “agua, del mar” (en clara alusión a los mares de la Luna), el Fa mayor pastoral de “la naturaleza”, el Sol mayor del "hombre humilde" o el Do mayor de la “razón”...
Los personajes se pueden categorizar de lo serio a lo cómico: Ernesto y Flaminia están en la vertiente más próxima a lo serio, Lisetta y Cecco en la vertiente francamente cómica al igual que Ecclittico que además tiene una fuerte determinación. Clarice y Buonafede participan de ambas vertientes.
La rica instrumentación pone de manifiesto que esta ópera estaba proyectada para los grandes escenarios internacionales (piccolo, flautas, oboes, fagots, trompas, trompetas, cuerdas, coro, continuo, con un sinfín de efectos especiales). Es un ejemplo sobresaliente del gran maestro de la orquestación del s. XVIII que fue Haydn.
Acto 1º
La Obertura en Do mayor es soberbia y nos introduce en un mundo de magia y misterio, tiene un marcado carácter sinfónico que contrasta con elementos bufos, tal y como corresponde a un “dramma giocoso”.

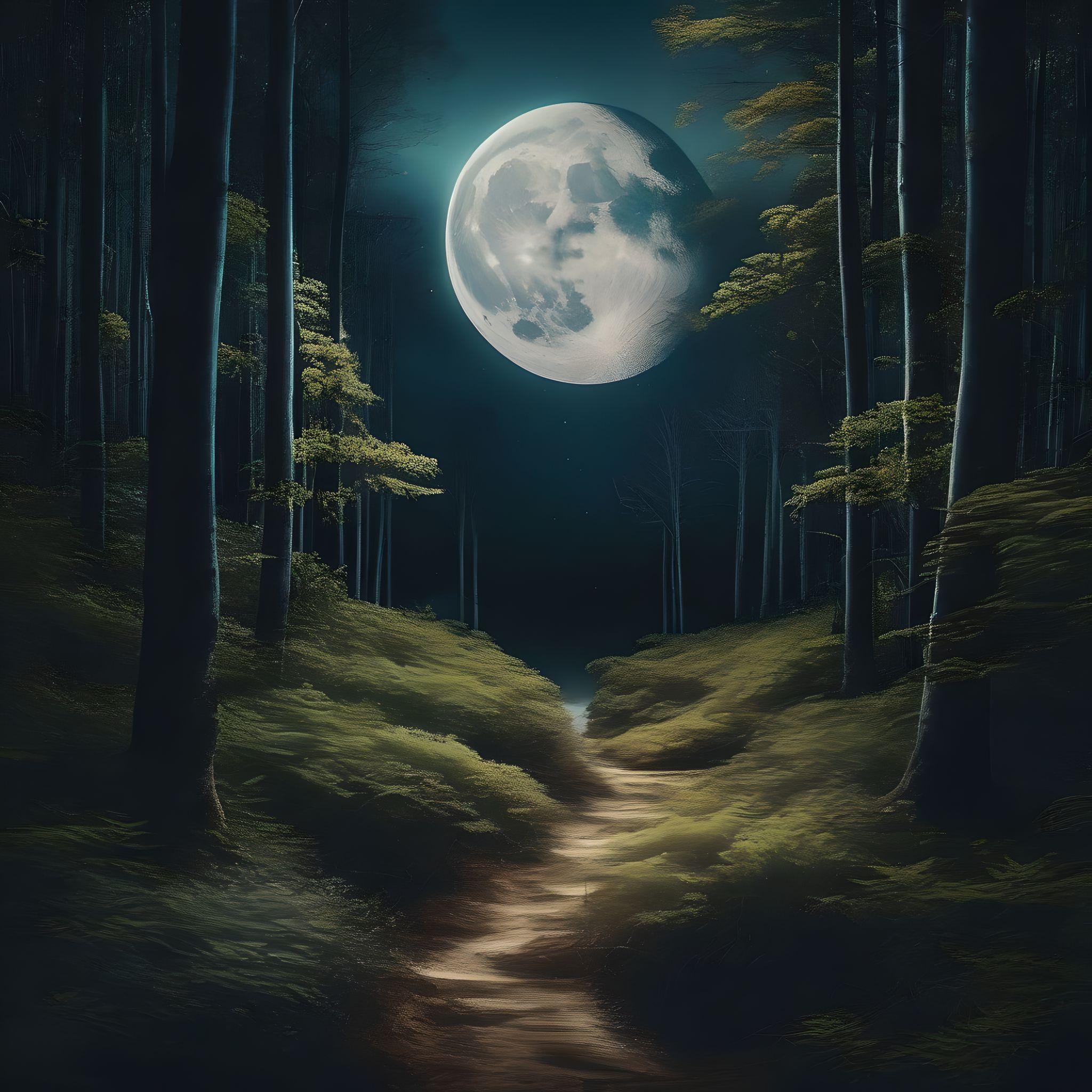
1º Acto, introducción "Oh luna lucente".

La Introducción del 1.er Acto es una página contemplativa sobre el misterio y la belleza de la Luna, interpretada por un coro de voces masculinas en Mi b mayor (la tonalidad lunar, de la magia y el mundo sobrenatural) al que le sigue un recitativo del personaje central de la obra “Ecclittico”, el cerebro que lleva a cabo toda la planificación de la trama. Concluye la introducción con el mismo coro transportado a Fa mayor, tonalidad más luminosa.
Los recitativos del primer acto suelen ser cromáticos y complejos armónicamente hablando, un recurso muy original que crea una sensación de misterio. Estos recitativos alternan durante la mitad del 1.er acto con números instrumentales, un duetto con coro y breves cavatinas que dan ritmo a la acción.
La segunda mitad del acto 1º comienza con la aparición de las primeras arias y sus respectivos recitativos que describen perfectamente a cada personaje, las formas varían según el carácter de cada uno, las hay ternarias con reexposición libre (Buonafede), binaria con cabaletta (Ecclittico) binaria con reexposición variada (Ernesto) y binaria sencilla A - A’ (Cecco) binaria lento - rápido con reexposición (Lisetta),  ternaria "Da capo" con dos temas, eprisodio central y reexposición de los dos temas a la tónica (Flaminia).
Estas 7 arias del 1.er acto, una para cada personaje, pertenecen a estilos diversos y dibujan a los protagonistas de forma realista, sin idealizaciones: La de Buonafede en Fa mayor es una parodia en la que se dan los dos elementos claves del personaje traducidos en música, cierta ingenuidad y despotismo, es también lo que se llama un “viejo verde”. Estos elementos crean contrastes extremos con los que disfrutaba Haydn para pintar psicologías complejas. 
El aria de Ecclittico en Mi b mayor (en analogía con la luna) es más sofisticada, a una primera parte pausada y sibilina le sigue una parte rápida desafiante que define nítidamente a este inteligente personaje. Es un aria de tenor exigente por la amplitud de la tesitura. 
Por su parte Ernesto es dibujado con nobleza a través de un bellísimo diseño melódico. A diferencia del resto de los personajes, Ernesto parece pertenecer a la aristocracia.
Cecco con su aria “mi fanno ridere”, en forma estrófica, se mueve en el estilo popular austríaco, con la flauta acompañando a la voz.
Cambia la escena y aparecen las dos hijas de Buonafede: el aria de Flaminia es tripartita y recuerda el estilo de las grandes arias de la ópera seria con sus difíciles coloraturas y su música imponente. Flaminia es una hija responsable y con una fuerte determinación. Clarice es la hija rebelde, su aria es de estilo popular, cercano a la danza en compás de 3 ⁄ 4. Sus esporádicas y alocadas coloraturas denotan un carácter inestable.
Lisetta es el personaje más cómico, su aria es muy contrastada, idónea para cantantes con grandes dotes de actriz, los cambios de tempo son perfectos para describir su picardía y su fingida rectitud.
El Finale del 1.er Acto viene precedido del recitativo accompagnato “Ehí, signor Buonafede” que describe el cambiante estado de conciencia de Buonafede tras ingerir el brebaje adormecedor. Comienza así el etéreo final del supuesto transporte a la Luna, La sordina de las cuerdas unidas al pizzicato de los bajos, al diseño melódico flotante de los violines y al color sutil de las maderas crea una magnífica escena onírica, por ello Haydn utiliza de nuevo la tonalidad de Mi b mayor. La segunda parte del Finale es un movimiento de ritmo frenético muy teatral, cómico y dramático a la vez.
Acto 2º

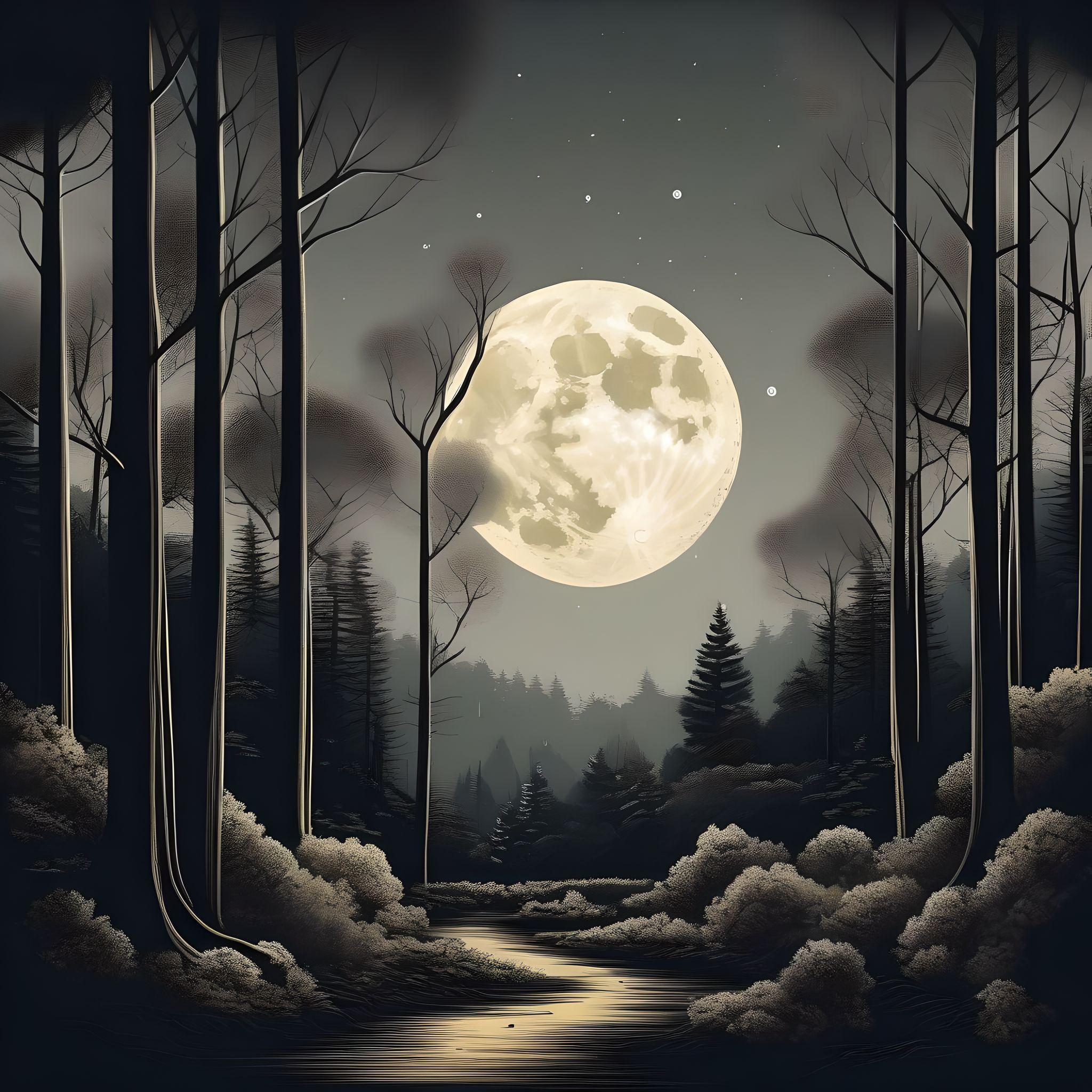
El mundo de la Luna

Este acto es un alarde de pulso dramático y ritmo teatral. Las formas musicales tremendamente variadas se suceden con gran dinamismo creando escenas de gran comicidad. 
Se abre el acto con una introducción en Re mayor orquestal que describe magistralmente la luna con efectos especiales de las cuerdas jugando con los sonidos "armónicos".
El recitativo “Buonafede ancor dorme” describe el despertar del personaje con el violonchelo tocando “sul ponticello”, un gran golpe de efecto.
Una sinfonia orquestal “un poco adagio” describe el aire y la dulce brisa de la luna con un diálogo exquisito entre las cuerdas con oboes y un grupo de viento sobre el escenario (dos fagots y dos trompas) replicando a la melodía de la orquesta a modo de “eco”.
Tras el recitativo “Bravi bravíssimi” suena un delicado número de Ballet en Si b mayor coloreado con el piccolo que describe a las ninfas y pastores lunares.
Le sigue el pomposo y a la vez cómico Coro de voces masculinas “Uomo felice” que alterna hábilmente con el dúo de voces de Buonafede y Ecclittico.
El aria de Ecclittico “Voi Lo sapete” critica el comportamiento de las mujeres terrestres y sus cambiantes estados de ánimo. El aria alterna lento - rápido - lento - rápido para describir la aludida inestabilidad.

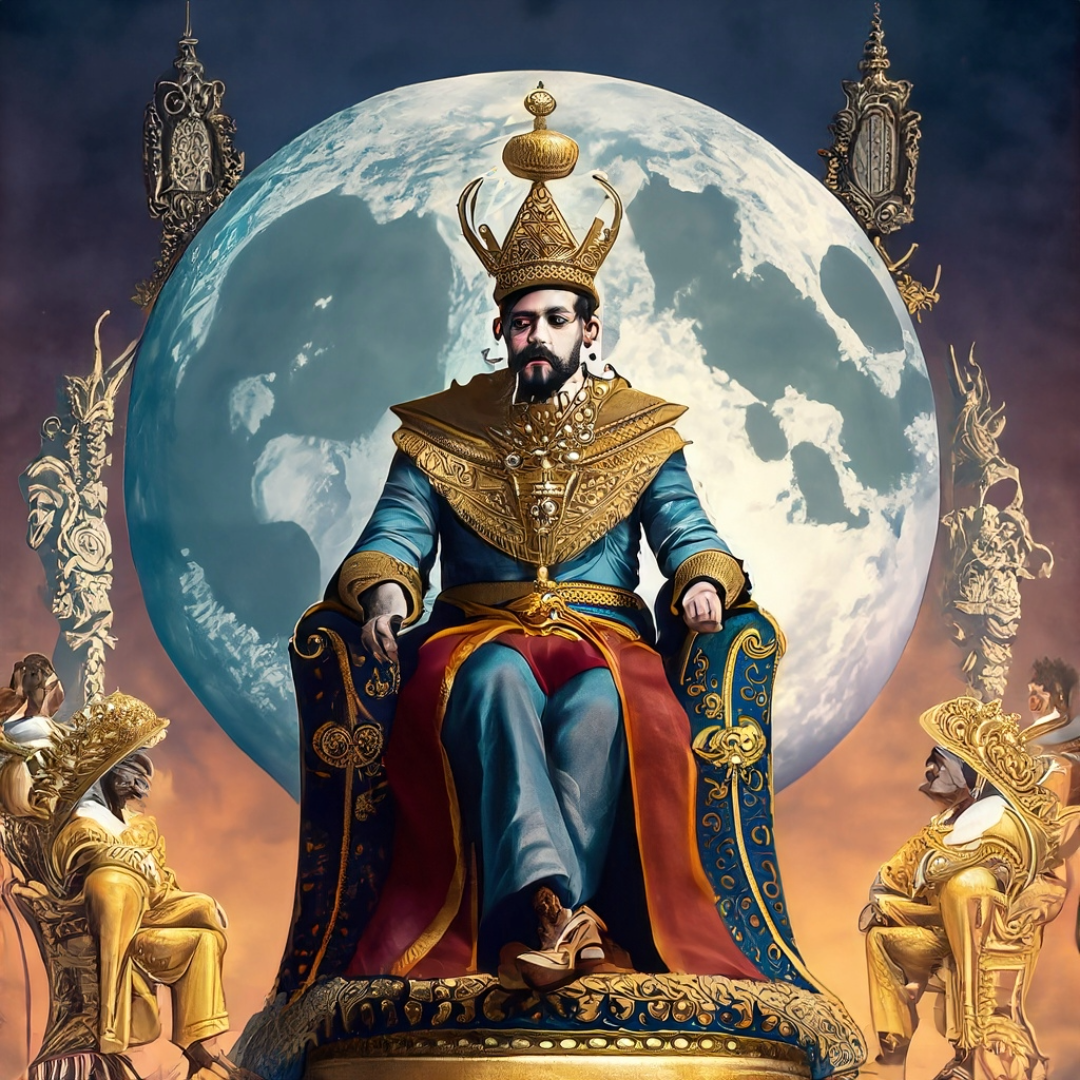
Cecco, Emperador de la Luna.

Acto seguido suena la Marcha Solemne “maestoso”, con trompetas y timbales, que anuncia la llegada del Emperador de la Luna (en realidad Cecco), es una música contrastada, el primer motivo es imponente y el segundo cómico. Acto seguido este estrafalario emperador interpreta el aria socarrona “Un avaro suda e pena” muy cómica y apta para sobreactuar en escena, si bien es poco acorde a la majestad de todo un Emperador Planetario, está cargada de sabiduría popular y sentido común. Ecclittico tendrá que intervenir para retirar al estrambótico emperador de la escena y que no eche a perder sus planes.
El aria de Ernesto “Qualche volta non fa male” es un contrapeso serio a tanto despropósito. Es un aria “alla Barroca” en Sol menor con un primer tema severo y un segundo tema en el relativo mayor (Si b mayor) de gran belleza melódica y armónica. Esta magnífica música la volverá a utilizar Haydn en su Mariazeller Messe en Do mayor de 1782, en una estupenda versión para coro sobre el texto del Benedictus de la Liturgia Ordinaria de la misa.
La segunda gran intervención solista de Buonafede es el aria “Che mondo amabile” de instrumentación fantástica y colorista que describe todas las bondades de la Luna. Es una página de imaginación sonora desbordante, con un ingenioso uso del efecto de "eco" a cargo de todas las maderas y las trompas, además del sonido del "pajarito de agua" que se toca casi silbando. 
Aparece Lisetta en escena y se encuentra en la supuesta superficie lunar con Buonafede, ambos interpretan el duetto “Non aver di me sospetto” en el que contrasta la brusquedad y malos modos del patrón frente a la desafiante criada que se defiende de los envites del amo. Un despropósito de lo que podría haber sido un tierno dúo de amor al uso. Otra muestra de la originalidad de la obra.
Tras un breve accompagnato Lisetta canta "Se Lo comanda”, un aria altamente contrastada, de nuevo con tempi distintos, en este caso 3, algo verdaderamente sorprendente: una primera parte tímida a tempo “moderato”, una segunda parte “allegro” más ambiciosa y una tercera parte “Vivace” en 6/8, todo ello ayuda a reflejar los estados de ánimo por los que pasa la protagonista tras ser informada de que va a ser Emperatriz Lunar. El número intercala un breve recitativo accompagnato de Cecco antes de la coda final, todo un hallazgo estructural único que nos da cuenta de cómo el genio de Rohrau domina todos los recursos de la trama teatral y subraya hasta el más mínimo detalle del texto.
Una nueva y etérea sinfonía orquestal “Andante”, con las cuerdas dobladas por el fagot, describe la llegada de las hijas de Buonafede a bordo de un vehículo de transporte ¡sub-lunar…!
Flaminia interpreta la bellísima aria “Se la mia stella” delicadamente orquestada con las trompas en “eco” y el fagot haciendo dúo con la voz y adornando las frases finales.
Clarice a su vez expresa la felicidad de estar en la Luna en su exquisita aria “Quanta gente che sospira” de amplia tesitura vocal y carácter lírico, sobre un elegante acompañamiento de las cuerdas con el pizzicato de los bajos y sutiles pinceladas de las maderas.
Tras este remanso de belleza vocal comienza el magistral Finale del acto II, una pieza antológica que mezcla en sus diferentes secciones el humor más hilarante imaginable, la parodia, el dramatismo explícito y la fuerza indomable de la orquesta sinfónica haydniana. Está articulado en 4 secciones: La 1ª es pomposa, en tempo maestoso, con trompetas y timbales que a manera de Marcha Real  anuncian la Coronación de la engañada Emperatriz Lisetta, la música subraya los aspectos cómicos del texto con onomatopeyas desternillantes. La 2ª sección a tempo más rápido progresa en dramatismo hasta enlazar con la 3ª sección en compás de 3/4, a ritmo de vals, en la que se conciertan todos los matrimonios, las intervenciones de Buonafede, otorgando su consentimiento, se colorean con las trompas y los oboes imitando el sonido de las campanas (de boda, en este caso). La 4ª sección a ritmo Vivace es un frenético septeto en el que se desvela todo el engaño y donde se desatan las fuerzas de las partes en conflicto, todas las voces protagonistas se enfrentan a una orquesta en todo su poder. Haydn alcanza en este Finale una cima en el género operístico, el epíteto de dramma-giocoso que porta el título de la obra queda plenamente justificado con esta página maestra. El diseño de este grandioso Finale fue la fuente de inspiración para el Finale del segundo acto de "Don Giovanni" de Mozart, otra página maestra del género.
Acto 3º
Es el desenlace de la obra que acaba de estallar al final del 2.º acto.
Comienza con una impetuosa sinfonía en sol menor al estilo “Sturm und Drang” que nos retrotrae a las míticas sinfonías haydnianas de este estilo ("La Passione", "Fúnebre" o "Los Adioses") y que nos recuerda el arrebato de ira de Buonafede con el que acababa el acto anterior.

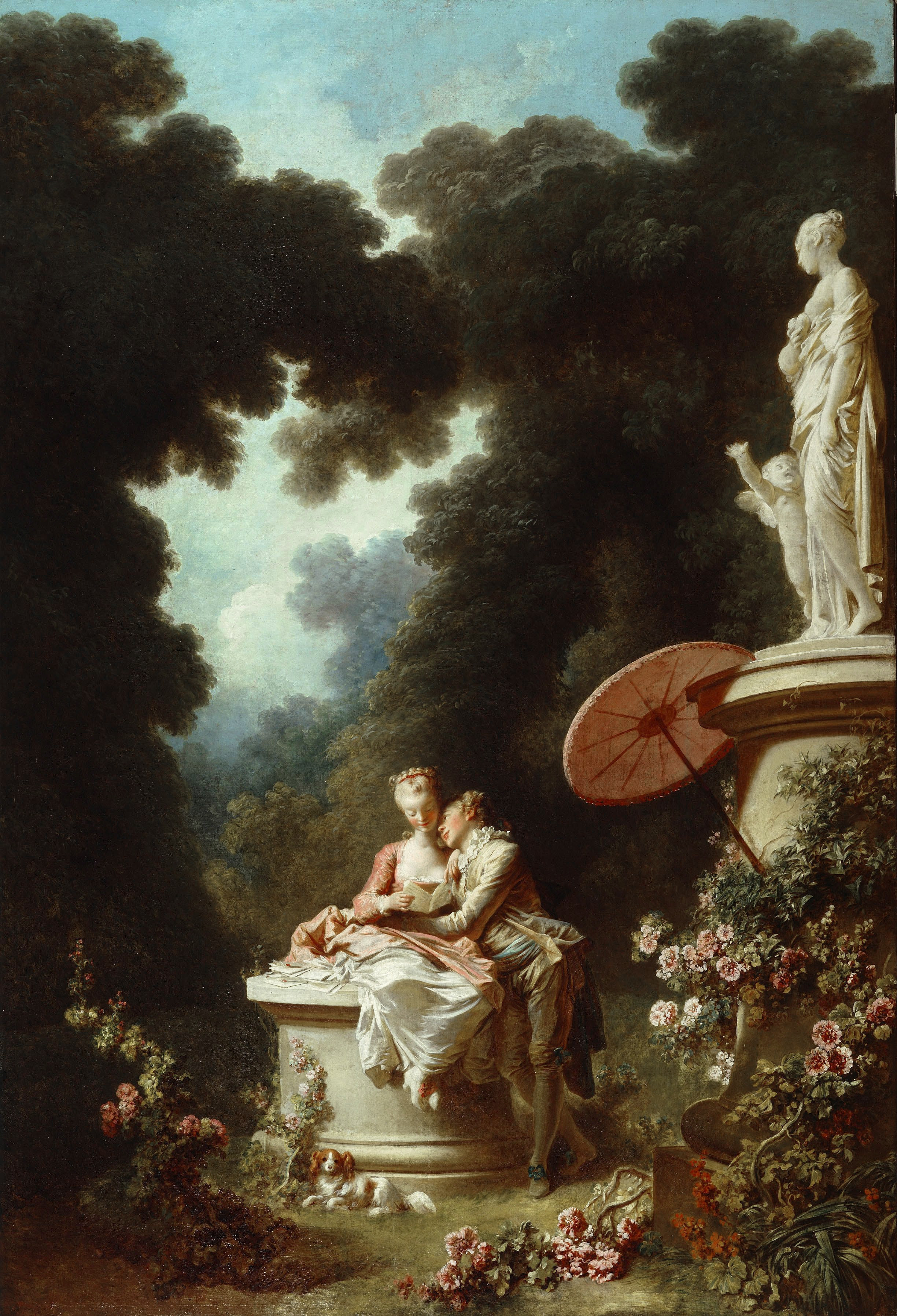
Fragonard. El progreso del amor. 1771 - 72

Un breve recitativo da paso al emocionante duetto en Si b mayor de Ecclittico y Clarice, una página de belleza sobrenatural que llena de humanidad la escena. Es un profundo canto al amor,  no exento de momentos dramáticos y sumergido en una atmósfera plenamente romántica sobre un fondo ondulante y etéreo de la orquesta. Esta pieza finaliza en un pianissimo que da la sensación de que el tiempo se ha detenido. Existen dos variantes del duetto, la segunda versión acaba en una cabaletta rápida y exultante..
Tras el último recitativo arranca el jubiloso Coro Final a 7 voces, en la tonalidad “solar" de Re Mayor, con el brillo de las trompetas y los timbales, tonalidad que simboliza la victoria, la que consiguió Haydn con esta gran obra maestra.